# يو إف سي ليلة القتال: ناماجوناس ضد فانزانت
يو إف سي ليلة القتال: ناماجوناس ضد فانزانت (بالإنجليزية: UFC Fight Night: Namajunas vs. VanZant)‏ هو حدث لفنون القتال المختلطة نظمته يو إف سي، أُقيم في 10 ديسمبر 2015، على كوزموبوليتان أوف لاس فيغاس في لاس فيغاس، نيفادا، الولايات المتحدة.